# Cratere Amaethon
Amaethon  è un cratere sulla superficie di Europa.